# A.N.S.W.E.R.
Act Now to Stop War and End Racism (ANSWER, que literalmente significa Actúa ahora para acabar con la guerra y terminar el racismo), conocido como la Coalición ANSWER, es una organización radical de protestas que ha tomado una posición de liderazgo en los Estados Unidos después de los ataques del 11 de septiembre de 2001 en el movimiento antiguerra. 

## Política y tácticas
ANSWER se caracteriza a sí mismo como una organización antiimperialista, y su comité central consiste de socialistas, marxistas, activistas por los derechos civiles, y organizaciones progresistas de las comunidades árabes, musulmanas, palestinas, filipinas, haitianas, coreanas, y latinoamericanas.
ANSWER ha ayudado en la organización de un gran número de manifestaciones antibelicistas en los Estados Unidos desde los ataques del 11 de septiembre, y también ha organizado actividades sobre una variedad de temas, que van de la liberación de los Territorios Palestinos, los derechos inmigrantes, el seguro social, y la extradición de Luis Posada Carriles. Aunque sus cuarteles generales están en Washington D. C.. Donde organiza sus manifestaciones nacionales, la influencia de la coalición es más fuerte en San Francisco, y con aumento en Los Ángeles
La estrategia organizativa de ANSWER consiste en obtener permisos de protestas para las manifestaciones públicas, y en coordinar las manifestaciones nacionales, dándole influencia sobre otros grupos que no tienen licencias de protesta o una red nacional.

## Fundación y acciones más importantes

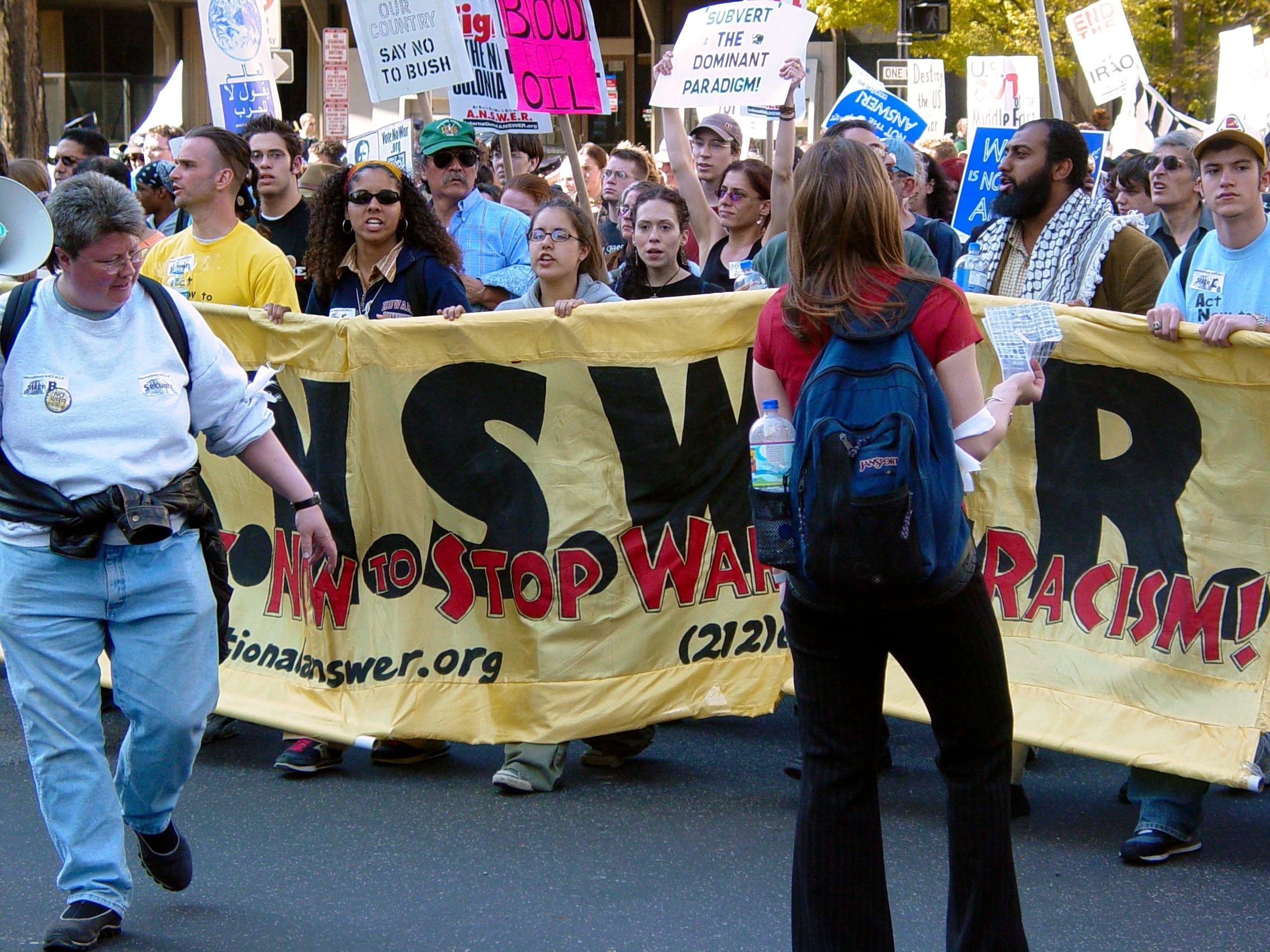
Banner de ANSWER a la cabeza de una marcha antiguerra en Washington D. C., 12 de abril de 2003.

ANSWER fue establecido por el Centro de Acción Internacional (IAC por sus siglas en inglés), la cual a su vez fue fundada por el exsecretario general de los Estados Unidos, Ramsey Clark y el Workers world Party. ANSWER fue una de las primeras organizaciones formadas para protestar las políticas de la administración de Bush tras los ataques del 11 de septiembre. Fue formado como emergencia en el 14 de septiembre de 2001.